# Періодизація історії Японії
| №    | Період                   | Особливості                                | Час                           | Примітка                                                                                         | Японська назва |
| ---- | ------------------------ | ------------------------------------------ | ----------------------------- | ------------------------------------------------------------------------------------------------ | -------------- |
| 1    | Палеоліт                 | Докерамічний період                        | 33000-10000 рр. до Р.Х.       | Японія є півостровом; Перші люди заселяють Японію                                                | 旧石器時代     |
| 2    | Джьомон                  | Поява шнуркової кераміки                   | 10000-300 рр. до Р.Х.         | Японський неоліт;формування Японського архіпелагу                                                | 縄文時代       |
| 3    | Яйой                     | Поява безвізерункової кераміки             | 300 р. до Р.Х.-250 р. по Р.Х. | Бронзова доба; міграції з Кореї та Китаю; початок обробки металів; перші протодержавні утворення | 弥生時代       |
| 4    | Ямато                    | Перша держава                              | 250-794 рр.                   |                                                                                                  | 大和時代       |
| 4.1  | Кофун                    | Поява курганів                             | 250-538 рр.                   | Держава Ямато в регіоні Кінай                                                                    | 古墳時代       |
| 4.2  | Асука                    | Поява буддизму                             | 538-710 рр.                   | Регентство принца Шьотоку; переворот Тайка                                                       | 飛鳥時代       |
| 4.3  | Нара                     | Створення централізованої держави          | 710-794                       | Впровадження законів ріцурьо                                                                     | 奈良時代       |
| 5    | Хей'ан                   | Розквіт культури аристократії              | 794-1185                      | Правління родини Фудзівара                                                                       | 平安時代       |
| 6    | Камакура                 | Перший самурайський уряд                   | 1185-1333                     | Створення сьогунату родом Мінамото                                                               | 鎌倉時代       |
| 7    | Муроматі                 | Другий самурайський уряд                   | 1336-1573                     | Створення сьогунату родом Асікага                                                                | 室町時代       |
| 7.1  | Нанбокутьо               | Війна двох династій                        | 1336-1392                     |                                                                                                  | 南北朝時代     |
| 7.2  | Сенгоку (Сэнгоку дзидай) | Епоха "воюючих провінцій"                  | 1392-1573                     |                                                                                                  | 戦国時代       |
| 8    | Азуті-Момояма            | Правління Оди Нобунаги і Тойотомі Хідейосі | 1573-1603                     |                                                                                                  | 安土・桃山時代 |
| 9    | Едо                      | Третій самурайський уряд                   | 1603-1867                     | Створення сьогунату родиною Токугава                                                             | 江戸時代       |
| 10   | Мейдзі                   | Поява вестернізованої Японії               | 1868-1912                     |                                                                                                  | 明治時代       |
| 11   | Тайсьо                   | Демократичні перетворення                  | 1912-1926                     |                                                                                                  | 大正時代       |
| 12   | Сьова                    | Друга світова війна                        | 1926-1989                     |                                                                                                  | 昭和時代       |
| 12.1 | Післявоєнна Японія       | Союз з США                                 | 1952-1989                     |                                                                                                  | 戦後の日本     |
| 13   | Хейсей                   | Пошуки лідерства у Східній Азії            | 1989-2019                     |                                                                                                  | 平成時代       |

| Японія | Це незавершена стаття з історії Японії. Ви можете допомогти проєкту, виправивши або дописавши її. |